# Уилкокс, Кадмус
Кадмус Марселлус Уилкокс (англ. Cadmus Marcellus Wilcox; 20 мая 1824 — 2 декабря 1890) — кадровый офицер армии США, участник Мексиканской войны, а также генерал армии Конфедерации в годы американской Гражданской войны.

## Ранние годы и карьера

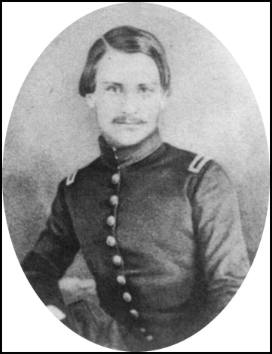
Уилкокс в форме лейтенанта армии США

Уилкокс родился в штате Северная Каролина, в округе Уэйн. Один из его братьев, Джон Аллен Уилкокс, позже служил в Первом Конгрессе Конфедерации представителем от штата Техас. Когда Уилкоксу исполнилось 10 лет, его семья переселилась в округ Типтон, штат Теннесси. В этом штате он рос и учился в Камберлендском колледже, после чего поступил в Военную академию Вест-Пойнт. Он оказался на одном курсе с будущими генералами Джорджем Макклеланом, Томасом Джексоном и Джорджем Пикеттом и в выпуске 1846 года стал 54-м из 59 кадетов (Пикетт был 59-м). После академии он получил временное повышение до второго лейтенанта и 1 июля был определён в 4-й пехотный полк.
Уже началась Мексиканская война, и Уилкокс вступил к полк уже в Мексике, в городе Монтеррей в 1847 году. 16 февраля 1847 года получил постоянное звание второго лейтенанта. Он стал адъютантом генерал-майора Джона Китмана и в этом качестве участвовал в сражении при Веракрусе и при Серро-Гордо. За храбрость в сражении при Чапультепеке, в бою за ворота Белен и при Мехико он 13 сентября был временно повышен до первого лейтенанта.
В 1848 году он был отправлен в Джефферсоновские казармы в Миссури, в 1849 направлен во Флориду для войны с семинолами, откуда снова вернулся в Миссури. В 1851 - 1852 годах служил в Техасе, в Корпус-Кристи. 24 августа 1851 года Уилкоксу было присвоено постоянное звание первого лейтенанта. 
Осенью 1852 он вернулся в Вест-Пойнт и стал инструктором по пехотной тактике. В 1857 у него ухудшилось здоровье и его послали на 12 месяцев в отпуск в Европу. После возвращения он опубликовал пособие по нарезным ружьям и стрельбе («Rifle and Infantry Tactics»), которое стало общепринятым пособием по этому предмету. Он также перевел и опубликовал книгу о развитии пехоты и пехотной тактики в австрийской армии. В 1860 году его послали в Нью-Мексико, где 20 декабря он получил звание капитана.

## Гражданская война
В 1861 Уилкокс узнал об отделении штата Теннесси. Подав заявление на увольнение (принятое 8 июня) он отправился в Ричмонд, где 16 марта он стал капитаном артиллерии в армии Конфедерации. 9 июля он был повышен до полковника и стал командовать 9-м алабамским пехотным полком.
16 июня он со своим полком присоединился к Армии Шенандоа и отправился в Манассас на соединение с армией Борегара как раз перед первым сражением при Булл-Ран (21 июля).
21 октября он был повышен до бригадного генерала и стал командиром бригады, состоящей из 3-го алабамского, 1-го миссисипского, 1-го вирджинского пехотных полков и артиллерийской батареи. Бригада состояла в дивизии Лонгстрита в Первом Корпусе Северовирджинской армии. Во время кампании на полуострове он играл важную роль в сражении при Уильямсберге 5 мая.
В сражении при Севен-Пайнс он командовал двумя бригадами, а в бою при Гейнс-Милл — тремя: своей, бригадой Фетерстона и бригадой Приора. 30 июня в сражении при Глэндейле почти все его полковники были убиты и Уилкокс насчитал шесть пулевых дыр в одежде — хотя сам остался цел. В Семидневной битве потери его бригады были самыми высокими в дивизии Лонгстрита. Тем не менее, с этого момента он фактически стал командиром дивизии и в этом качестве был отправлен на север, где участвовал во втором сражении при Бул-Ране. Это сражение нанесло тяжелый удар его карьере, в те дни у него ничего не получалось. Сначала он в нужный момент не смог двинуть свою дивизию в наступление, чуть позже неверно понял приказ и отправил в бой лишь одну бригаду вместо трех. Лонгстрит был разочарован его действиями и понизил его до командира бригады, а дивизию передал Пикетту. Он решил, что Уилкокс не подходит на дивизионный уровень. Уилкокс тяжело переживал это понижение и в ноябре даже просил генерала Ли о переводе в другую армию. Но Ли отказал.
Впоследствии бригада почти не участвовала с боевых действиях и пропустила Энтитемское и Фредериксбергское сражения.
В мае 1863 его бригада была частью дивизии Ричарда Андерсона и вместе с ней принимала участие в сражении при Чанселорсвилле. 3 мая Уилкокс пришёл на помощь дивизии Эрли, который удерживал высоты Мари, однако федеральному генералу Седжвику удалось ворваться на позиции противника и, таким образом, выйти в тыл армии генерала Ли. Эрли отступил на юг, а Уилкокс, со своей бригадой — на запад, в сторону основных сил, где и занял оборонительную позицию у церкви Салем-Черч. В кратковременном сражении при Салем-Чеч бригаде удалось задержать наступление Седжвика до подхода дивизии Мак-Лоуза.
После сражения, 30 мая, его бригада вместе со всей дивизией Андерсона была включена во вновь созданный Третий корпус под командованием Эмброуза Хилла. Но несмотря на успех при Чанселорсвилле, карьера Уилкокса застопорилась. По возрасту и боевому опыту он мог бы быть уже корпусным командиром (как его одноклассник Джексон) или командиром армии (как другой одноклассник, МакКлеллан). Возможно, сказалось его северокаролинское происхождение (вирджинцы имели в армии некоторые неформальные привилегии). Мягкость характера не давала ему активно домогаться повышения, и перед Геттисбергом Уилкокс пребывал в некотором упадке духа.

### Геттисберг

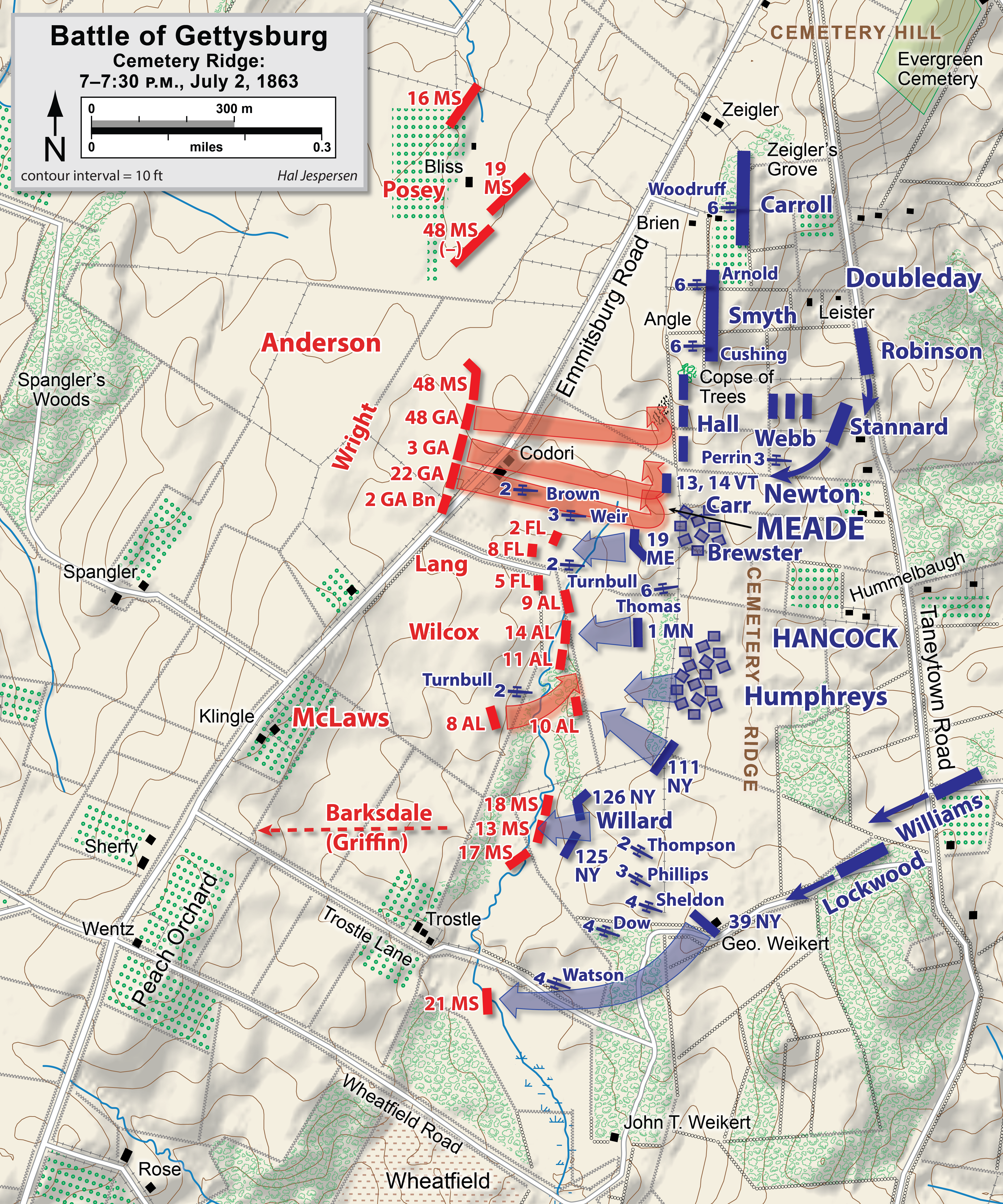
Атака бригады Уилкокса на Кладбищенский хребет.

Во время Геттисбергской кампании бригада Уилкокса насчитывала 1777 человек и имела следующий вид:
- 8-й Алабамский пехотный полк: подп. Хилари Херберт
- 9-й Алабамский пехотный полк: кап. Джозеф Кинг
- 10-й Алабамский пехотный полк: плк. Уильям Форни
- 11-й Алабамский пехотный полк: плк. Джон Сандерс
- 14-й Алабамский пехотный полк: плк. Люциус Пинкард

Бригада Уилкокса участвовала и в битве при Геттисберге летом 1863 года. На второй день сражения она стояла на правом фланге дивизии Ричарда Андерсона, левее бригады Барксдейла, и должна была наступать вслед за Барксдейлом. Перед его фронтом стояла федеральная бригада Джозефа Карра — около 1800 человек при поддержке батарей Сиила и Тернбалла, каждая по 6 12-фунтовых «Наполеонов».
Алабамцы Уилкокса дошли до Эммитсбергской дороги, оттеснили бригаду Карра, перешли ручей Плум-Ран, и вышли на незащищенный участок обороны противника, едва не убив самого генерала Хэнкока (были только ранены два его адъютанта). Хэнкок бросил в бой единственные доступные силы — 1-й миннесотский полк, который понес колоссальные потери, но все же остановил наступление алабамцев. Уилкокс писал: «Увидев, что бой будет неравным, я послал адъютанта к дивизионному командиру с просьбой прислать мне подкрепления, но подкрепление не подошло. Ещё три раза линии противника пытались отбросить моих людей, но всякий раз были отбиты. Этот бой у подножия холма, на вершине которого стояли батареи противника, длился примерно тридцать минут. При наличии подкреплений высоты могли бы быть взяты. Но без поддержки справа ли слева мои люди были вынуждены отступить, чтобы не быть уничтоженными или захваченными в плен». Отступление Уилкокса поставило под угрозу правый фланг бригады Дэвида Лэнга, которая так же отступила, в свою очередь заставив отступить бригаду Райта.
Это была ещё одна неудача Уилкокса. Он потерял 577 человек — треть своей бригады.
На третий день сражения он прикрывал правый фланг своего одноклассника по Вест-Пойнту, Джорджа Пикетта во время знаменитой «атаки Пикетта». Бригада попала под сильный артиллерийский обстрел с Кладбищенского холма и Уилкокс велел бригаде отступить.
Под Геттисбергом погиб генерал Уильям Пендер, поэтому 3 августа 1863 года Уилкокс был, наконец, повышен до генерал-майора и получил под своё командование дивизию Пендера (алабамскую бригаду передали Эбнеру Перрину). Эта дивизия состояла из северокаролинской бригады Лэйна, джорджианской бригады Томаса, южнокаролинской бригады Макгоуэна и северокаролинской бригады Скейлса. Это была знаменитая «Лёгкая дивизия Хилла», и Уилкокс стал её третьим командиром.

### Оверлендская кампания
В сражении в Глуши дивизия Уилкокса стояла в резерве и была брошена в бой в критический момент 5 мая во время наступления корпуса генерала Хэнкока. В сражении при Спотсильвейни дивизия Уилкокса оказалась на правом фланге армии, причем изолированная от основной армии. Ей пришлось выдержать наступление федерального корпуса Бернсайда, который не подозревал о невыгодном положении Уилкокса и, после недолгой перестрелки, предпочел отступить и окопаться, упустив шанс прорваться в тыл армии Ли.
Через несколько дней Уилкоксу довелось принять участие в боях на Норт-Анне. Когда федеральный корпус Уоррена перешел Норт-Анну, генерал Эмброуз Хилл недооценил масштабы угрозы и послал на перехват одну дивизию Уилкокса. Дивизия атаковала противника и едва не сбросила его в реку. Только сильный огонь федеральной артиллерии и отсутствие подкреплений заставили Уилкокса отступить.
До конца войны дивизия Уилкокса участвовала в боях почти все время до самой капитуляции при Аппоматоксе. В последние дни осады Питерсберга Уилкокс сражался у Форта Грегг, стараясь задержать наступление федеральных войск и дать время Лонгстриту отвести отступающие войска Конфедерации.

## После войны
После конца войны Уилкокс получил предложение стать бригадным генералом в египетской армии, но отклонил его.
Уилкокс не имел детей и вообще семьи, вместо этого заботился о вдове своего брата и его детях после смерти Джона Уилкокса в феврале 1865 года.
Он скончался в возрасте 66 лет в Вашингтоне, и был похоронен на кладбище Оак-Хилл. На его похоронах присутствовали четыре бывших генерала Конфедерации и четыре бывших генерала федеральной армии.

## Работы
- Кадмус Уилкокс. History of the Mexican war. — Washington, D. C.: Church news publishing co., 1892. — 828 p.